# Gare de Villeneuve-Triage
Gare de Villeneuve-Triage – stacja kolejowa w Villeneuve-Saint-Georges, w departamencie Val-de-Marne, w regionie Île-de-France, we Francji.
Jest stacją Société nationale des chemins de fer français (SNCF), obsługiwaną przez pociągi RER linii D.